# Mafil
Mafil är en kommun i Chile.   Den ligger i provinsen Provincia de Valdivia och regionen Región de Los Ríos, i den södra delen av landet, 700 km söder om huvudstaden Santiago de Chile. Antalet invånare är 7 006. Arean är 583 kvadratkilometer. Mafil gränsar till Mariquina, Los Lagos och Valdivia. 
Terrängen i Mafil är kuperad åt sydost, men åt nordväst är den platt.